# Facundo Cobos
Facundo Cobos  (19 de febrero de 1993; Guaymallén, Mendoza) es un futbolista argentino que actualmente se desempeña en Asociación Atlética Estudiantes de la Primera B Nacional.

## Trayectoria
Se inició en las inferiores de Boca Juniors a los 14 años, cuando Ricardo Almada lo llevó al Xeneize. Disputó la Copa Libertadores Sub-20 de 2012. 
En 2014 se desvinculó de Boca y pasó al disputar el Torneo Federal B con el Gutiérrez S.C., donde disputó una buena cantidad de juegos. En el equipo dirigido tácticamente por Sergio Scivoleto lograron el ascenso al Torneo Federal A frente a Huracán Las Heras, el encuentro global finalizado empatado y desde el punto penal se definió la serie, uno de los goles anotado en la serie fue convertido por Facundo Cobos. En el torneo siguiente, ya en una categoría superior luego de una agónica definición por el descenso, Facundo disputó su último partido en el conjunto de Gutiérrez Sport Club, para luego dar el salto de categoría y fichar en el Club Deportivo Godoy Cruz Antonio Tomba. 
El 2 de enero de 2016 fichó por Godoy Cruz, debutando en Primera División el 23 de abril contra San Martín de San Juan, en la victoria de 1 gol a 0.
En el conjunto tombino convirtió un tanto en la victoria frente a Gimnasia y Esgrima de la Plata por 3 a 0 el 15 de octubre de 2017.
Luego de su paso por la institución mendocina, recalo en Sol de America, club en el cual llegó en julio de 2019. Con el conjunto paraguayo participó de la Copa Sudamericana y el torneo local, mientras que dos años después volvió a jugar en su país natal.
Desde julio de 2021 y hasta diciembre de 2023, se encontraba jugando en Patronato de la Liga Profesional, marcando su primer tanto con la casaca rojinegra el 14 de junio de 2022, en la victoria 1-0 de local frente a Aldosivi.

## Clubes
| Club                            | País      | Año         | PJ | Goles |
| ------------------------------- | --------- | ----------- | -- | ----- |
| Boca Juniors                    | Argentina | 2012 - 2014 | 0  | 0     |
| Gutiérrez S.C.                  | Argentina | 2014 - 2015 | 44 | 2     |
| Godoy Cruz                      | Argentina | 2016 - 2019 | 24 | 1     |
| Sol de America                  | Paraguay  | 2019 - 2021 | 50 | 1     |
| Patronato                       | Argentina | 2021-2023   | 75 | 3     |
| Academia Puerto Cabello         | Venezuela | 2024        | 32 | 0     |
| Asociación Atlética Estudiantes | Argentina | 2025-       |    |       |

## Palmarés

### Campeonatos nacionales
| Título           | Club      | Sede              | Año  |
| ---------------- | --------- | ----------------- | ---- |
| Torneo Federal B | Gutiérrez | General Gutiérrez | 2014 |
| Copa Argentina   | Patronato | Mendoza           | 2022 |

### Torneos regionales
| Torneo                     | Club      | Sede              | Año  |
| -------------------------- | --------- | ----------------- | ---- |
| Torneo Apertura División B | Gutiérrez | General Gutiérrez | 2014 |